# 구북구

구북구

구북구(舊北區, Palearctic)는 생물 지리구 중 하나이다. 유라시아 대륙의 히말라야산맥 이북 지역을 가리킨다. 기후는 남쪽 대부분이 온대이며, 식물은 스텝(온대초원)·온대 낙엽수림·침엽수림이 펼쳐져 있고, 그 북쪽은 툰드라로 이어져 있다. 구북구에는 박쥐 외에 28과의 육생 포유류가 분포하고 있다. 이 중 쥐·개 등은 세계적으로 널리 분포되어 있고, 뾰죽뒤쥐·다람쥐·명주쥐·족제비·고양이과는 마다가스카르와 오스트레일리아구를 제외한 모든 지역에서 찾아볼 수 있다. 그 밖에 겨울잠쥐·날쥐·바위너구리·말과의 동물은 에티오피아구에만 같은 종류가 있다. 또 두더지·비버·긴꼬리쥐과의 동물은 신북구에 일부 분포하며, 낙타는 근연인 비쿠냐와 라마가 남아메리카에 불연속으로 분포해 있다. 소경쥐와 사막겨울잠쥐의 2과(科)는 이 구북구의 특산종이다.

## 참고 자료
- 이 문서에는 다음커뮤니케이션(현 카카오)에서 GFDL 또는 CC-SA 라이선스로 배포한 글로벌 세계대백과사전의 내용을 기초로 작성된 글이 포함되어 있습니다.